# Венедиктов, Евгений Михайлович
Евгений Михайлович Венедиктов (1895, Меленки, Владимирская губерния — 4 мая 1918, Казанская, Донская Советская Республика) — офицер военного времени Русской императорской армии (штабс-капитан), участник Первой мировой и Гражданской войн, командир Красной армии, один из руководителей борьбы за установление Советской власти в Молдавии.

## Биография
Родился в г. Меленки Владимирской губернии в семье служащего.
В 1914 году окончил гимназию в Елатьме. В Иркутске окончил школу прапорщиков, участвовал в Первой мировой войне, дослужился до штабс-капитана.
После Февральской революции сблизился с большевиками. В августе 1917 года в составе 260 запасного полка прибыл в Кишинёв, где сразу включился в борьбу против контрреволюционных сил. В сентябре избран председателем полкового комитета. С 29 ноября 1917 до 2 января 1918 председатель Президиума исполкома Кишинёвского совета. В декабре избран начальником 34 запасной пехотной бригады, а 24 декабря 1917 назначен начальником Революционного штаба советских войск Бессарабского района.
Венедиктов руководил боевыми действиями против румынских оккупационных войск в районе Кишинёва, участвовал в обороне Бендер. С конца января один из организаторов и руководителей Особой армии Одесского военного округа. Командовал Тираспольским отрядом, входившим в состав 3-й, затем 2-й революционных армий.
Со 2 по 20 апреля 1918 командовал 2-й революционной армией Южного фронта.
4 мая 1918 года был взят в плен белыми казаками в станице Казанской Донской области и казнён.

## Память
- Одна из улиц Кишинёва носит имя Венедиктова Е. М.
- Одна из улиц города Меленки носит имя Венедиктова Е. М.